# Jüdische Gemeinde Maków Mazowiecki

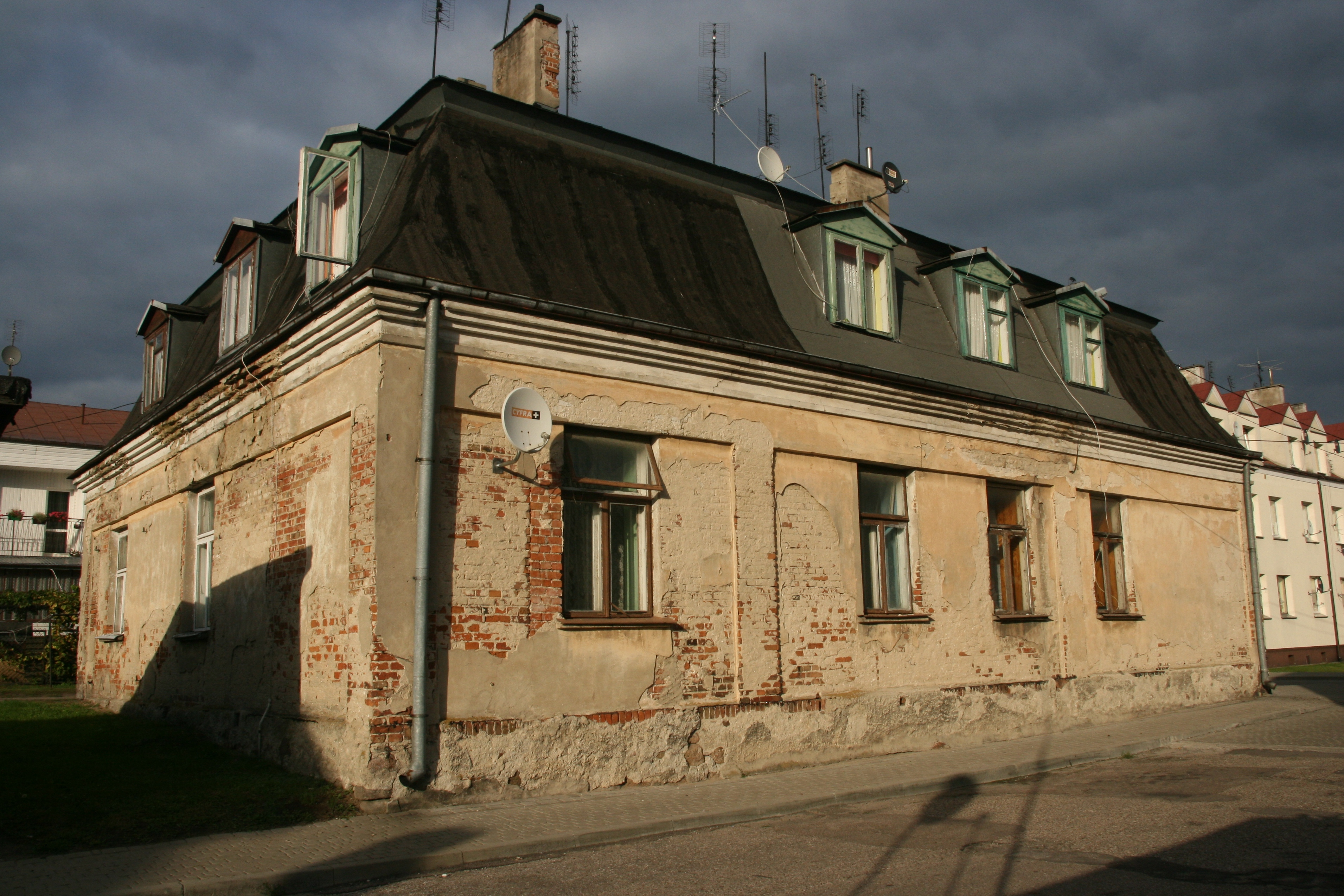
Maków Mazowiecki, Beth Midrasch

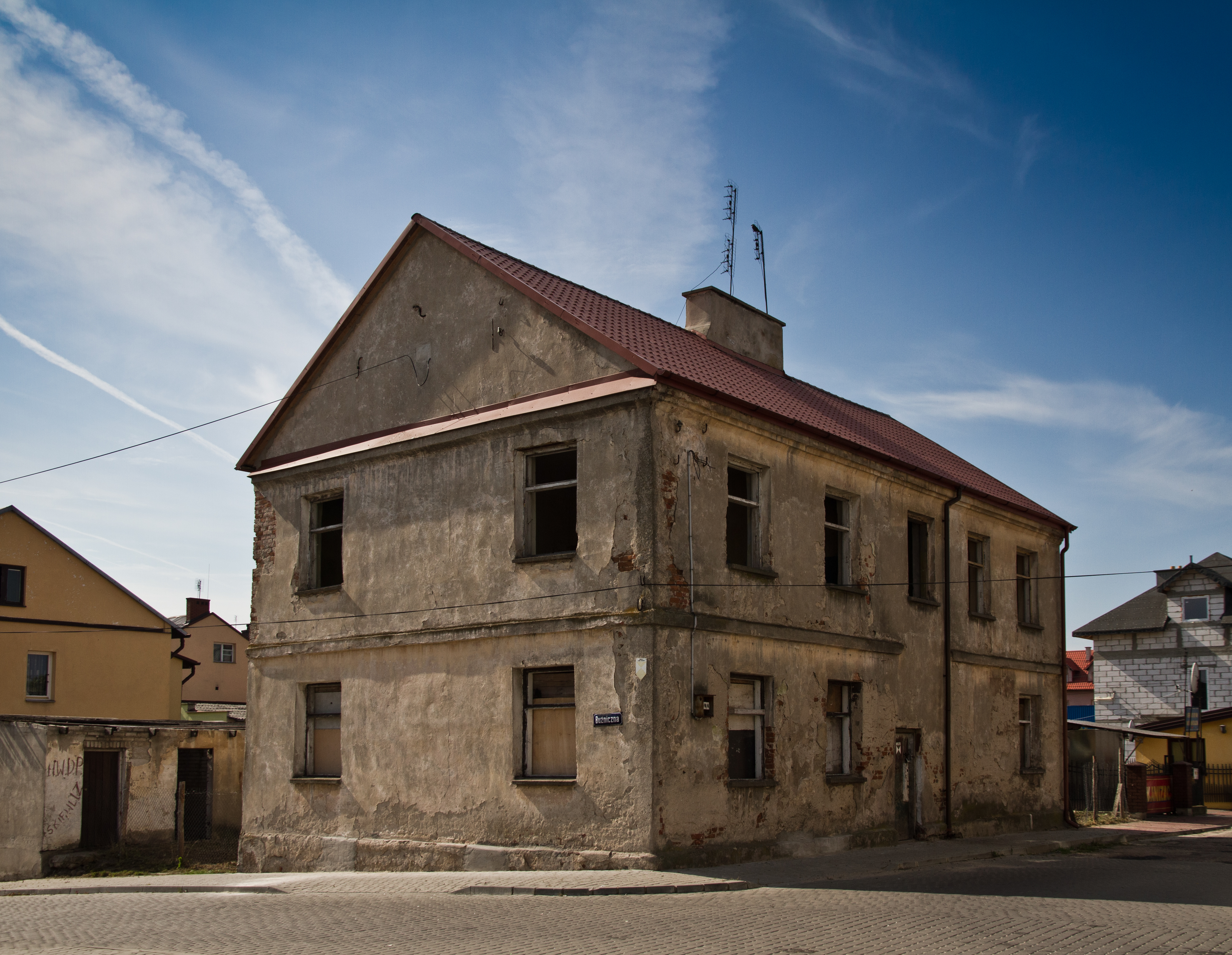
Gemeindehaus, 1873 erbaut

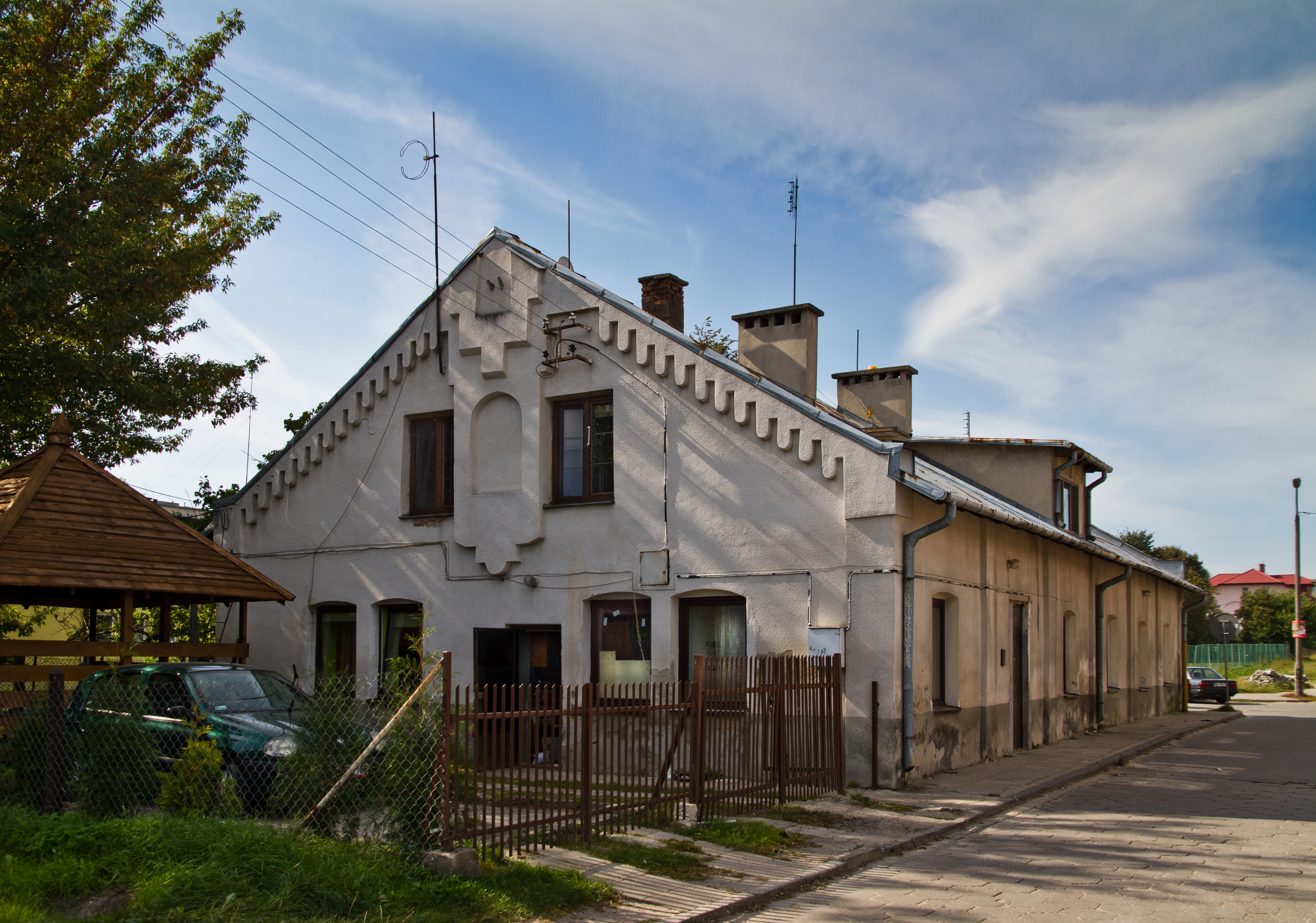
Mikwe, nach 1900 erbaut

Die Jüdische Gemeinde Maków Mazowiecki war eine jüdische Gemeinde in der polnischen Stadt Maków Mazowiecki im Powiat Makowski der Woiwodschaft Masowien in Polen.

## Geschichte

### 16. und 17. Jahrhundert
In Maków Mazowiecki bestand seit dem 16. Jahrhundert eine jüdische Gemeinde. Sie war zunächst der jüdischen Gemeinde von Ciechanów unterstellt. Das jüdische Viertel lag im Norden der Stadt. Der allererste jüdische Friedhof von Maków Mazowiecki lag auf dem linken Ufer des Orzyc.
Der alte jüdische Friedhof⊙ wurde um 1550 angelegt. Er wurde von den deutschen Nationalsozialisten zerstört und die Grabsteine wurden in Maków Mazowiecki und Umgebung zum Straßenbau verwendet.
Heute (2021) befindet sich an dieser Stelle ein Busbahnhof der Państwowa Komunikacja Samochodowa (PKS). 1987 wurde aus aufgefundenen Grabsteinen ein Lapidarium errichtet.
Die Schwedische Sintflut in den Jahren 1655 bis 1660 brachte auch über die jüdische Gemeinde Leid und Verluste. Nach Ende des Zweiten Polnisch-Schwedischen Krieges ermordeten die polnischen Truppen viele Juden. Sie beschuldigten die Juden der Zusammenarbeit mit dem Feind.
Im 17. Jahrhundert begannen Hexenverfolgungen. Von diesen waren oft auch Juden betroffen. So wurde Nachman ben Nathan aus Maków Mazowiecki wegen des angeblichen Mordes eines Christen-Jungen zum Tod durch Enthauptung verurteilt. Anlässlich seines Prozesses wurden jüdische Geschäfte in der Stadt geplündert und zerstört.

### 18. Jahrhundert
Im 17. und 18. Jahrhundert entwickelte sich die jüdische Gemeinde. Die Privilegien der Juden wurden von den Herrschern bestätigt (Statut von Kalisch, Statut von Wiślica). 1717 wurde der Bau der Synagoge⊙ abgeschlossen.
Sie stand am Grünen Markt (Zielony Rynek). Die Synagoge hatte einen rechteckigen Grundriss von 28,2 m × 25,6 m und drei Türen. Im ersten Stock befand sich eine Frauenempore. Die Synagoge wurde von den deutschen Nationalsozialisten 1939 niedergebrannt.
Handel und Handwerk entwickelten sich in der jüdischen Gemeinde und trugen wesentlich zum Wohlstand von Maków Mazowiecki bei. Viele jüdische Handwerker waren Schneider. Von den Behörden wurde eine jährliche Kopfsteuer von 10 Złoty von den Juden erhoben. 1731 erhielt der Jude Joel die Erlaubnis, eine Brauerei in der ul. Mostowa zu bauen.
Die Stadträte erkannten die Vorteile jüdischer Handwerker außerhalb der Zünfte. Sie verteidigten diese gegen die Angriffe christlicher Zunftmeister. Aus der Verpachtung des Salz- und Ölmonopols an jüdische Kaufleute zog die Stadt beträchtliche Einnahmen.
1750 erzielten die Behörden eine Einigung zwischen der katholischen und der jüdischen Bevölkerung. Die Juden mussten eine Kopfsteuer von 400 Złoty pro Jahr zahlen. Dafür durften sie Grundstücke in der Stadt besitzen. Juden, die ein Grundstück in der Stadt hatten, durften Honig und Wein verkaufen, Wodka herstellen, die Weiden und den Wald nutzen und mit verschiedenen Waren handeln.
1750 gewährte König August III. den Juden von Maków Mazowiecki das Privileg, in ihren Häusern Alkohol zu verkaufen. Dieses Privileg wurde 1766 von König Stanislaus II. August Poniatowski bestätigt.
Zu den vielen jüdischen Schneidern kamen nun Kürschner, Bäcker und Schnapsbrenner hinzu. Die jüdischen Händler handelten mit Getreide und Wolle. Einige exportierten Leinen, das in den Webereien von Maków Mazowiecki hergestellt wurde, nach Russland. Auch in der Landwirtschaft und Viehzucht waren Juden tätig. Andere arbeiteten in Den Gutsschenken und Brauereien.
Mitte des 18. Jahrhunderts machte sich die jüdische Gemeinde Maków Mazowiecki von der jüdischen Gemeinde Ciechanów unabhängig. 1753 wählte sie Abraham Abisch Dinsurg zu ihrem eigenen Rabbiner. 1758 wurde die Unabhängigkeit der jüdischen Gemeinde Maków Mazowiecki bestätigt. 1798 wurde die jüdische Gemeinde in Wyszków der jüdischen Gemeinde Maków Mazowiecki unterstellt. Auch die jüdische Gemeinde Pułtusk gehörte zeitweise zur jüdischen Gemeinde Maków Mazowiecki.

### 19. Jahrhundert
1813 entstand in Maków Mazowiecki ein jüdisches Viertel. Es befand sich im nördlichen Teil der Altstadt. Die heutige ul. Adama Mickiewicza trennte die Stadt in einen nördlichen jüdischen Teil und einen südlichen christlichen Teil. 1816 war Lajbuś Salomon Rabbiner der jüdischen Gemeinde Maków Mazowiecki. Ihm folgten in den 1830er und 1840er Jahren Abraham Awli Rose, Mosze Cwi Zinger und Eliezer Lipszyc.
1827 erreichte die jüdische Bevölkerung mit 4090 Personen einen Anteil von 90,1 % der Ortsbevölkerung.
1855 wurde Efraim Fischel Najman-Salomon Rabbiner. Er baute 1857 von seinem eigenen Geld ein Beth Midrasch⊙ mit Schule. Seine Privatwohnung befand sich im ersten Stock. 1882 richtete Rabbi Jehuda Łejb Graben in diesem Haus eine Jeschiwa ein. Erster Lehrer war Nuta Delinowicz. Zu den Schülern dieser Jeschiwa gehörte unter anderen der zionistische Aktivist Nachum Sokołow. Die Jeschiwa bot Juden mit liberaleren Ansichten Raum.
Das Gebäude wurde im Zweiten Weltkrieg zerstört. 1945 wurde es unter Beibehaltung der Fassaden als Wohnhaus wieder aufgebaut. Im Inneren sind die gusseisernen Säulen der Bima erhalten geblieben. Es befindet sich in der ul. Bóżnicza, Ecke Zielony Rynek.
Außerdem wurde eine neue gemauerte Synagoge gebaut. Sie stand auf dem Platz zwischen Bożniczna, Franciszkańska und Zielony Rynek.
1873 wurde das Gemeindehaus ⊙ an der Ecke ul. Bóżnicza und Kotlarska fertig. Der Kaufmann Hersch Chaim Blum baute es mit seinem Geld für die jüdische Gemeinde. Es beherbergte die Verwaltung der jüdischen Gemeinde und eine Rabbinerwohnung. Das Haus steht unter Denkmalschutz. Es wurde mehrfach an private Besitzer weiterverkauft.
In den 1870er Jahren wurde auch ein neuer jüdischer Friedhof ⊙ angelegt. Er befand sich nördlich der ul. Ciechanowska, westlich der Kreuzung mit der ul. Kopernikus. Anfang der 1880er Jahre wurde das Ritualbad an das Ufer des Flusses Orzyc verlegt.
Im 19. Jahrhundert entstanden in Maków Mazowiecki chassidische Bewegungen. Die jüdische Gemeinde hatte finanzielle Probleme und war bei staatlichen Stellen und christlichen Kirchen verschuldet.
Die Juden von Maków Mazowiecki begannen kleine Industriebetriebe zu gründen. Es entstanden Webereien, Gerbereien, Mühlen, eine Seilerei und eine Druckerei. Die jüdischen Kaufleute zogen auch Einkünfte aus der Versorgung der in Maków Mazowiecki stationierten russischen Truppen.
Es gab in Maków Mazowiecki mehrere Bruderschaften mit jeweils eigenen Gebetshäusern:
- Chewra Kadischa (Beerdigung)
- Chewra Mischnajot (Talmudstudien)
- Chewra Tehillim (Psalmen)

1882 litt Maków Mazowiecki unter einer Pogromwelle. Auslöser war ein Gerücht, dass die Juden wegen ihrer Messiaserwartung Christen ermorden wollten.
Ende des 19. Jahrhunderts wurde die wirtschaftliche Situation schwieriger und viele Juden wanderten in die großen Städte und nach Amerika ab.

### 20. Jahrhundert bis 1939
Als 1904 wegen des Russisch-Japanischen Krieges Juden in die zaristische Armee einberufen werden sollten, verstärkte sich die Auswanderungswelle.
Bei den Kommunalwahlen 1919 wurden 15 Juden in den Stadtrat gewählt:
7 Vertreter des Bundes, 3 orthodoxe Juden, 2 Misrachi-Mitglieder und 1 parteiloses Mitglied, 1 Zionist und 1 Vertreter von Poale Zion. Der Stadtrat hatte insgesamt 24 Mitglieder. Auch bei den folgenden Kommunalwahlen 1924, 1927, 1931 und 1934 gewannen die jüdischen Kandidaten um die 50 % der Sitze im Stadtrat.
In den 1920er und 1930er Jahren waren in Maków Mazowiecki in jüdischem Besitz: drei Gerbereien, eine Sägmühle, eine Dampfmühle, ein Badehaus. In der zweiten Hälfte der 1930er Jahre gab es in Maków eine jüdische Gilde der Schmiede und Schlosser mit 16 Personen, eine jüdische Schneiderzunft mit 30 Personen, eine jüdische Zunft der Zimmerleute und Stellmacher mit 15 Personen, eine jüdische Schuhmacherzunft mit 40 Personen und einen Zentralverband jüdischer Handwerker mit 32 Mitgliedern.
Es gab die Konsumgenossenschaft „Ajnigkajt“, die 1919 215 Mitglieder hatte. Daneben gab es den Lebensmittelverband „Achdus–Einheit“, der von Kaufleuten gegründet wurde. Ihm gehörten 1921 89 Personen an. Sein Präsident war Chaim Flatau. 1936 ging er wegen finanzieller Schwierigkeiten ein.
Es gab eine jüdische Genossenschaftsbank. Sie wurde 1926 gegründet und hatte 299 Mitglieder. Daneben gab es einen zinslosen Darlehensfonds der Gemilut Chesed-Bruderschaft (Gemilut Chesed = Wohltätigkeit, Nächstenliebe). Dieser wurde 1926 oder 1928 gegründet und hatte 200 Mitglieder. 1909 wurde ein Kredit- und Sparverein gegründet. Er bestand bis 1939.
Es gab drei jüdische Bibliotheken, die auch Abendkurse für Arbeiter organisierten. Die Bibliothek Jizchok Leib Perez wurde 1923 gegründet.
Außerdem wurden mehrere jüdische Zeitungen und eine Kinderzeitschrift herausgegeben.
Es gab mehrere jüdische Grundschulen in Maków Mazowiecki, sowohl mit orthodoxer als auch mit zionistischer Ausrichtung. Für Jungen gab es ein 6-klassiges geisteswissenschaftliches Gymnasium. Für Mädchen gab es eine 5-klassige humanistische Frauenschule. Religiöse Juden konnten ihre Ausbildung an einer Jeschiwa fortsetzen.
Ende der 1920er Jahre gründete die Gesellschaft zum Schutz der Gesundheit der jüdischen Bevölkerung in Polen eine Filiale in Maków Mazowiecki.
In den 1930er Jahren nahm der Antisemitismus auch in Maków Mazowiecki zu. Jüdische Geschäfte wurden boykottiert, ihre Fensterscheiben wurden eingeschlagen und die Besitzer wurden belästigt. Besonders die Parteien Obóz Wielkiej Polski (OWP) und Nationalradikales Lager (polnisch Obóz Narodowo-Radykalny, ONR) taten sich mit militantem Antisemitismus hervor. 1937 plante der Bund in Maków Mazowiecki sogar, "Selbstverteidigungsmilizen" zu organisieren, um die jüdische Gemeinde vor Angriffen durch Anhänger dieser Parteien zu schützen.

### 1939 bis 1945
Nach dem Überfall auf Polen 1939 durch Nazi-Deutschland gelangte Maków Mazowiecki infolge des Hitler-Stalin-Paktes unter deutsche Herrschaft.
Die Deutschen begannen ihr Vernichtungswerk in diesem Ort mit einer "Behandlungseinrichtung" für körperlich und geistig behinderte Menschen aus dem gesamten Bezirk Maków.
In dieser Einrichtung wurden im Rahmen der Aktion T4 500 Polen und Juden versammelt und im Februar 1940 ermordet. Die 500 schwachen und psychisch kranken Menschen wurden von den Deutschen in den Wald Wąski Las ⊙ verschleppt und dort ermordet. Ungefähr 7 km östlich von Maków Mazowiecki auf der Südseite der Straße DK60 befindet sich an einem Waldweg ein Wegweiser zum Denkmal ⊙ und 500 m weiter südlich liegt das Massengrab an der Stelle der Massenhinrichtungen mit einem Gedenkstein ⊙.
Von 1940 bis 1944 richteten die Deutschen in der Mikwe ein Arbeitslager für 400 Polen und Juden ein. Diese Personen arbeiteten auf den benachbarten Gütern der Deutschen. Durch schlechte sanitäre Bedingungen kam es im Lager zu einer Typhus-Epidemie. 1944 wurde das Lager aufgelöst, die meisten Arbeiter wurden nach Działdowo und Danzig deportiert
Ende 1940 richteten die Deutschen in Maków Mazowiecki ein Ghetto⊙ ein. Es befand sich in der Umgebung von Franciszkańska und Zielony Rynek. Um das Ghetto herum wurde ein 4 m hoher Holzzaun errichtet. Die Organisation des Ghettos übernahm ein Judenrat mit einer 20 Mann starken jüdischen Polizei. Leiter des Judenrates war A. Garfinkiel, Leiter der Polizei war Dawid Orlik. Im Ghetto gab es ein Hilfskomitee und eine Tora-Schule. In das Ghetto wurden auch Juden der umgebenden Dörfer und Ortschaften gebracht. Im Oktober 1940 befanden sich dort 5800 Juden. Durch Epidemien, Hunger, Massenmorde und Hinrichtungen durch die Deutschen wurde die Anzahl der Ghettobewohner ständig dezimiert. Insgesamt wurden über 12.000 Juden durch dieses Ghetto geschleust und entweder direkt dort ermordet oder in das KZ Auschwitz-Birkenau und andere Vernichtungslager deportiert.
Die Deutschen zerstörten beide jüdische Friedhöfe. Die Grabsteine wurden zum Bau von Bordsteinen und Bürgersteigen verwendet.
Lejb Langfus dokumentierte alle diese Vorgänge in seinem Tagebuch. Unter anderem beschrieb er das KZ Auschwitz-Birkenau, wo er selber Häftling und Mitglied des Sonderkommandos war. Er beschrieb die Auswahl an der Entladerampe 1942, das Aussehen der Gaskammern und den Vergasungsprozess. Lejb Langfus war einer der Anführer des Aufstands im KZ Auschwitz. Der Aufstand fand am 7. Oktober 1944 statt. Etwa 600 Menschen nahmen daran teil. Der Aufstand wurde von den Deutschen niedergeschlagen. Unter den Opfern waren unter anderem Juden aus Maków Mazowiecki: Towie Segal, Lejb Kac, Władek Frenkiel, Izrael Lewkowicz, Mosze Fuks, Josef Litwinowicz, Welwel Fuks, Meir Piekarczyk, Berko Toper, Hersz Krunica. Langfus versteckte sein Tagebuch in der Nähe des Krematoriums III. Es wurde nach dem Krieg gefunden. Derzeit befindet es sich im Museum Auschwitz-Birkenau in Oświęcim. Teile davon wurden 1972 in der 14. Ausgabe von "Zeszyty Oświęcimskie" veröffentlicht.

## Einwohnerentwicklung
| Jahr               | Einwohner | davon Juden                    | in Prozent |
| ------------------ | --------- | ------------------------------ | ---------- |
| 1758               |           | 1528 (mit umliegenden Dörfern) |            |
| 1765               |           | 431 (113 Familien)             |            |
| 1790               |           | 505                            |            |
| 1808               | 2779      | 2007                           | 72,2 %     |
| 1827               | 4541      | 4090                           | 90,1 %     |
| 1857               | 5217      | 4231                           | 81,1 %     |
| 1860               | 5455      | 4387                           | 80,4 %     |
| 1864               | 5735      | 4606                           | 80,3 %     |
| 1893               | 6082      | 4449                           | 73,1 %     |
| 1897               | 6772      | 4414                           | 65,2 %     |
| 1909               | 7556      | 4668                           | 63,2 %     |
| 1910               | 8998      | 6131                           | 68,2 %     |
| 1921               | 6198      | 3369                           | 54,4 %     |
| 1931               | 6645      | 3683                           | 55,4 %     |
| vor September 1939 |           | 4500                           |            |
| Frühjahr 1940      |           | 5000                           |            |
| Oktober 1940       |           | 5800                           |            |
| November 1941      |           | 5500                           |            |
| November 1942      |           | 5500                           |            |
| 2012               | 10225     | 0                              |            |

## Mikwe
Nach 1900 wurde ein rituelles Badehaus⊙ gebaut. Es diente während der Nazizeit als Arbeitslager und nach dem Krieg als Autowerkstatt. Seit 2014 ist es Turnhalle des lokalen Sportvereins.

## Jüdische Organisationen
Ende des 19. Jahrhunderts Anfang des 20. Jahrhunderts kamen Anhänger des Zionismus nach Maków Mazowiecki. Zionistische Zirkel entstanden und eine Misrachi-Gruppe gründete sich. Seit 1876 lebte der zionistische Aktivist Nachum Sokolow in Maków Mazowiecki. Er heiratete hier Rywką Nechą Segał, die Tochter des wohlhabenden Kaufmanns Chaim Jakub Segał.
1904 gründeten Abram Baumgarten, Aron Gutman, Eliezer Kop, Jakób Gerlic, Lein Baylis und der Lehrer Werszek Kac eine Gruppe des Allgemeinen Jüdischen Arbeiterbundes (Bund). Sie hatte 1919 80 Mitglieder und wurde geleitet von Jonasz Najman und Dawid Minoga.
Die jüdischen Arbeiter waren teilweise in der Allgemeinen Arbeitergewerkschaft organisiert, die mit dem Bund zusammenarbeitete. Sie hatte 1919 230 Mitglieder.
Viele masowische Juden mit sozialistischen Ansichten beteiligten sich an den Aktivitäten der Polnische Sozialistische Partei (PPS). Als in Maków Mazowiecki eine Miliz der PPS gegründet wurde, gehörten Chaim Nuta Rogoza, Hersz Średni und Pikus Zieliński mit dazu.
Eine weitere zionistische Organisation war die zwischen 1906 und 1908 gegründete Bibliothek der Gesellschaft der Lesebegeisterten. Deren Hauptorganisator war Markus Wilenberg, seine Mitarbeiter waren unter anderem Chil Majer Flattau und Sara Sagał. Diese Gesellschaft war illegal.
1917 gab es in Maków Mazowiecki eine Gruppe der zionistischen Jugendorganisation Zeire Zion.
Die Zionistische Weltorganisation war in Maków Mazowiecki ebenfalls vertreten. 1919 hatte sie im Landkreis Maków 2000 Mitglieder. Ihr Präsident war Mojżesz Skórnik. 1930 veranstaltete sie in Maków Mazowiecki einen Regionalkongress.
Auch der Kommunismus fand unter den Juden von Maków Mazowiecki Sympathisanten. Während des Polnisch-Sowjetischen Krieges wurde 1920 vom Deserteur Fajwel Blum ein revolutionäres Militärkomitee gegründet. Er organisierte in Maków Mazowiecki Volksmilizen, die ausschließlich aus Juden bestanden.
Es gab in Maków Mazowiecki eine Gruppe der orthodoxen Agudat Jisra’el. Sie hatte 1924 ungefähr 300 Mitglieder. In ihr waren die Rabbiner aktiv.
Srul Segał war einer ihrer Aktivisten. Auf Initiative dieser Gruppe wurde eine Schule für Jungen mit dem Titel „Grundlagen des Tora-Wissens“ gegründet.
1926 gründeten J. M. Skórnik und Rekant in Maków eine Gruppe des jüdischen Kultur- und Bildungsvereins Tarbut. Sie organisierte Aufführungen, Vorträge und Theateraufführungen, deren Erlöse für Bildungszwecke und zur Unterstützung arbeitsloser Juden verwendet wurden.
1931 gab es den Sportverein Hashomer Hatzair. Er war der Pfadfinder-Bewegung nachempfunden, die keine Juden in ihren Reihen duldete.
Seit 1935 gab es die jüdische Wohltätigkeitsorganisation Linath Hazedek mit 400 Mitgliedern. Ihr Präsident war Izaak Wesołek.
Keren Kajemet le-Israel war ein Fonds, der Gelder für die Ansiedlung von Juden in Palästina sammelte.

## Rabbiner
- 1753 Abraham Abisch Dinsurg
- 1816 Lajbuś Salomon
- 1830er und 1840er Jahre Abraham Awli Rose, Mosze Cwi Zinger und Eliezer Lipszyc
- 1855 Efraim Fischel Najman-Salomon
- 1882 Jehuda Łejb Graben
- 1904–1926 Israel Nisan Koperstock (vorher Rabbiner von Różan)
- 1926–1929 Mordechaj Dawid Ajdelberg (nachher Rabbiner in Płock)
- 1930 Icek Hersz Adalberg

## Persönlichkeiten
- David Azrieli (1922–2014), israelisch-kanadischer Architekt, Unternehmer und Philanthrop.
- Lejb Langfus, ermordet am 27. November 1944 im KZ Auschwitz-Birkenau[33].